# Georges Deicha

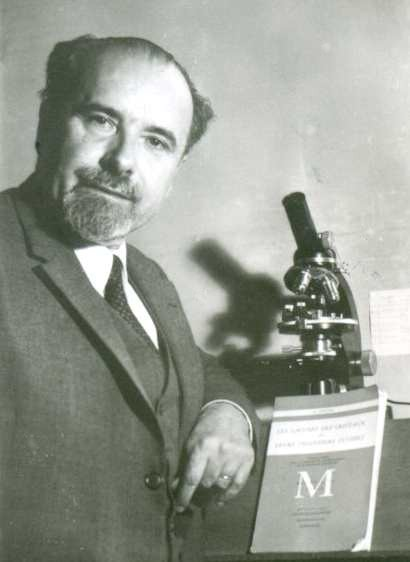
Georges Deicha

Georges A. Deicha (* 29. Mai 1917 in Moskau; † 11. Februar 2011 in Louveciennes) war ein französischer Geologe, Mineraloge und Medailleur russischer Abstammung. 
Deicha gehörte zu den drei Gründern der COFFI (Commission on Ore-Forming Fluids in Inclusions) und war Ehrenmitglied der Deutschen Mineralogischen Gesellschaft. Er entdeckte Mitte des 20. Jahrhunderts die Bedeutung von flüssigen und gasförmigen Einschlüssen in Mineralien.

## Leben und Wirken
Georges Deicha war der Sohn eines Ingenieurs und einer Schriftstellerin. Mit sieben Jahren kam Georges Deicha mit seinen Eltern nach Frankreich. Seine gesamte Ausbildung erhielt er in Frankreich und gilt als französischer Wissenschaftler. Im Jahr 1945 begann seine Karriere beim neugegründeten CNRS. Deicha war Vater von drei Kindern: Cyril, Igor und Sophie.
Forschungen über die Gipsbildung im Pariser Becken wurden Gegenstand seiner ersten Dissertation (Doctorat de l’Université de Paris). Seine zweite Doktorarbeit (Doctorat ès-Sciences) schrieb er über die flüssigen und gasförmigen Einschlüsse.
Im Jahr 1955 erschien sein Buch über Lücken in Kristallen und derer fluide Einschlüsse. Das war eines der ersten wissenschaftlichen Werke über das Thema. 
Er hat die Methode der Zerdrückungsversuche entwickelt und den ersten Zerdrückungstisch bei Nachet bauen lassen.
Als Feldgeologe sammelte er so oft wie möglich seine Gesteinsproben selbst. Meistens forschte er im Alpengebirge Frankreichs, Italiens, Liechtensteins, der Schweiz und Österreichs.
Im Jahre 1960 am Internationalen Geologischen Kongress in Kopenhagen traf er Edwin W. Roedder und Nikolaj P. Ermakoff, die etwa zeitgleich mit ihm, aber unabhängig voneinander, die Wichtigkeit der Einschlüsse entdeckt hatten. Zu dritt gelang es ihnen, das damals herrschende Misstrauen zu überwinden: Die Auswertung von Flüssigkeiten und Gasen in Kristallen galt, besonders in den USA, als zweifelhaft. In der Literatur bekamen seine Forschungen die Bezeichnung „Deichas Methode“.

## Künstlerisches Werk
Georges Deicha war auch Porträtist und Medailleur. Bekannt sind Bronzemedaillen mit den Abbildungen von Wissenschaftlern wie Léon Bertrand, Ami Boué, Louis Barrabé, Raymond Furon, die als Anerkennungspreise der Französischen Geologischen Gesellschaft an verdiente Geologen verschenkt wurden. Einige dieser Plastiken von Georges Deicha illustrieren die Webseite der Société Géologique de France.

## Ehrungen
Zusammen mit Karl Hugo Strunz wurde er 1982 zum Ehrenmitglied der Deutschen Mineralogischen Gesellschaft gewählt. Beim Kongress ERCOFI (European Current Research On Fluid Inclusions) des Jahres 2017 wurde das Werk von Georges Deicha international gewürdigt.